# Sputnjik 5
Sputnjik 5 je bio sovjetski umjetni satelit iz programa Sputnjik.
Lansiran je iz Bajkonura u orbitu 19. kolovoza 1960. U zbilji je bio drugi probni let Vostoka, i stoga ga se katkad naziva Korablj-Sputnjik 2 (ruski: "korabl" = brod). 
Bio je prvim svemirskim letom, kojim su se životinje i vratile iz orbite.
Vratio se sutradan na Zemlju, 20. kolovoza 1960. godine.

## Posada
- psići Belka i Strelka
- 40 miševa
- 2 štakora
- biljke